# Układanka

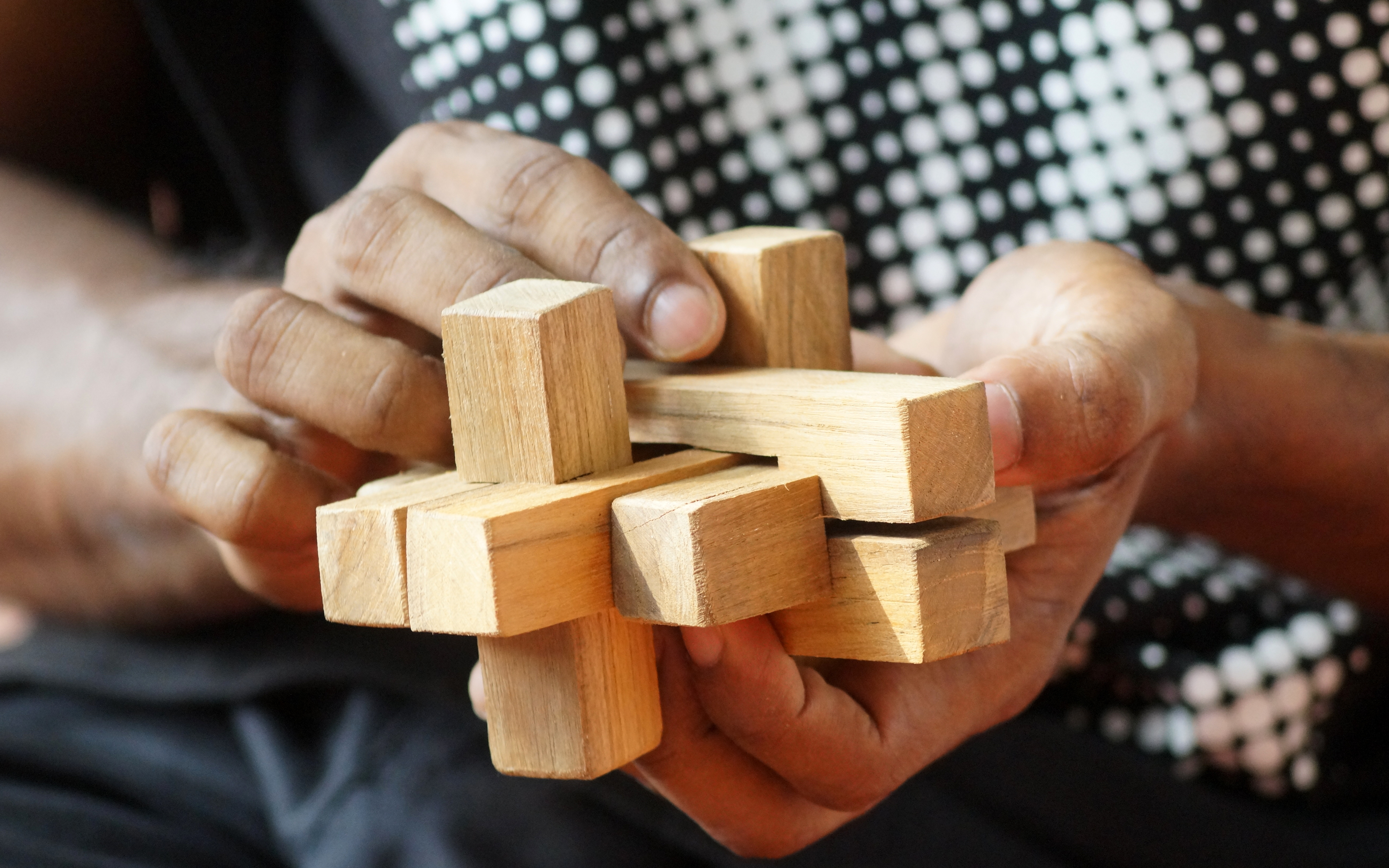
Rozwiązywanie układanki typu burr

Układanka – łamigłówka manualna, do której rozwiązania potrzebne jest odpowiednie manipulowanie jej elementami.

## Podział
Do najczęściej wyróżnianych kategorii układanek należą:
| Grafika | Opis |
| ------- | --- |
|         | układanki polegające na złożeniu danych części w całość: dwuwymiarowe, np. puzzle, tangram lub trójwymiarowe, np. kostki Soma, Bedlam                                                              |
|         | układanki polegające na rozłożeniu na części, np. różnego rodzaju pudełka-łamigłówki |
|         | układanki składające się ze złączonych ze sobą elementów, polegające na ich rozłożeniu i ponownym złożeniu, np. burr                                                                               |
|         | układanki, w których należy uwolnić któryś z elementów, np. chińskie pierścienie, jeż w klatce |
|         | układanki polegające na przemieszczaniu elementów, w których należy wykonać odpowiednią sekwencję ruchów: przesuwane, np. piętnastka, klotski; obrotowe, np. kostka Rubika i inne, np. wieże Hanoi |
|         | układanki zręcznościowe, np. gry typu kulka w labiryncie |
|         | układanki, w których do ułożenia potrzebne jest ich zginanie i składanie, np. Rubik's Magic |
|         | pozornie niemożliwe obiekty, gdzie celem jest odgadnięcie jak są zbudowane, np. rafandynka |
|         | naczynia-łamigłówki, do których należy wlać lub wypić z nich ciecz bez rozlewania |

oraz inne, rzadziej spotykane.